# STMicroelectronics
STMicroelectronics (ofte simpelthen kaldet ST) er et fransk og italiensk multinationalt selskab med operativt og udøvende hovedkvarter i Plan-les-Ouates nær Genève i Schweiz, der udvikler, fremstiller og markedsfører elektroniske chips (halvledere). Det er en af verdens førende aktører i den økonomiske sektor inden for halvlederproduktion. I september 2017 sluttede gruppen sig til CAC 40 efter at have forladt indekset fire år tidligere.